# Web 3.0
Termín Web 3.0 navazuje na termín Web 2.0, který označuje to, co někteří lidé považují za další fázi vývoje webu, včetně jeho architektury a aplikací. Jedním z hlavních cílů webu 3.0 je získat bezpečnější a svobodnější místo ve virtuálním prostředí, konkrétně postavené na bázi blockchainových či jinak decentralizovaných systémů (například IPFS), a kryptoměn, čímž se má zamezit sledování uživatelů a vydělávání na uživatelských datech. Ta jsou totiž hlavním zdrojem příjmů gigantických internetových společností, jako je např. Google.
Termín "Web3" zavedl v roce 2014 spoluzakladatel platformy Ethereum Gavin Wood. V roce 2021 se jeho ideje ujali nadšenci pro kryptoměny, velké technologické společnosti a venture kapitálové firmy.
Pokud jde o označení Web 3.0, jde o poměrně nový termín a zatím tedy nepanuje přílišná shoda v tom, co všechno by měl vlastně označovat.
Za znaky Web 3.0 jsou většinou uváděny:
- implikace prvků sémantického webu
  - mikroformáty - Microdata
  - každý element webu bude nést své strukturované meta informace přístupné vyhledávačům
- decentralizované aplikace (tzv. dapps)
- sdílené aplikace (např. GoogleDocs)
- přístup na web skrz aplikace pro různá zařízení (PC, PDA, mobilní telefon...)
- přizpůsobitelnost a personalizace aplikací
- větší interakce na softwarové úrovni (kdokoliv by měl být schopen vytvořit program)
- rozostření hranic profesionál/poloprofesionál/uživatel
- dotazování v přirozeném jazyce
- částečná umělá inteligence webu
- větší využití videa
- 3D prostředí webových prohlížečů (např. 3B[zdroj?])
- webové aplikace přizpůsobené dotykovému ovládání
- zvýší se podíl internetu věcí „internet of things“, tedy zařízení připojených k internetu, jak jsou ledničky, automobily, budíky, váhy, domácí vytápění...